# Вероника (песма)
Вероника је песма словеначке кантауторке Рејвен. Описана као „мрачна алтернативна поп песма“  која је инспирисана причом о Вероники од Десенице, представљала је Словенију на Песми Евровизије 2024. године.
Веронику су компоновали Бојан Цвјетићанин, Данило Капел, Клавдија Копина, Мартин Безјек, Петер Кхоо и Рејвен, а текст за песму написали су Цвјетићанин, Копина и Рејвен. Песма је инспирисана Вероником од Десенице, грофицом Цељском, која је била прва жена осуђена за вештичарење у Словенији.
Рејвен је званично најављена као словеначка представница Евровизије за 2024. током конференције за новинаре одржане у љубљанском Словенском народном позоришту 12. децембра 2023. године. Песма и њен музички спот премијерно су приказани 20. јануара 2024. године, током специјалног телевизијског програма Misija Malmö.
Музички спот је снимљен је у каменолому Чрни Кал и у Радовљици, у режији Лукаса Зушлага и Тјаше Барбо, а кореографију је радио Зушлага. У музичком споту се појављује Рејвен у води, а Рејвен дозива Веронику која је у пратњи четири мушкарца.
Такмичење за Песму Евровизије 2024. одржало се у Малме Арени у Малмеу у Шведској, и састојало се од два полуфинала одржана 7. и 9. маја и финала 11. маја 2024. године. Током жреба за доделу позиције, Словенија је извучена да се такмичи у првом полуфиналу. У финале такмичења се квалификовала заузевши 9. место у свом полуфиналу. Освојила је 22. место у финалу. 